# کارآموز (فیلم ۲۰۱۵)
کارآموز (انگلیسی: The Intern) فیلمی کمدی به کارگردانی نانسی مایرز است که در سال ۲۰۱۵ منتشر شد. در این فیلم بازیگرانی همچون رابرت دنیرو، ان هتوی، رنه روسو، آندرس هولم، اندرو رنلز، زک پرلمن، آدام دیواین، نات وولف، لیندا لوین، سلیا وستون، مری کی پلیس، استیو وینوویچ و مالی برنارد ایفای نقش کرده‌اند.

## داستان
بنجامین ویتاکر (رابرت دنیرو) بازنشسته‌ای است که از حدود سه سال پیش در غم از دست دادن همسرش به سر می‌برد. او که چندان از بی‌کار بودنش خرسند نیست، تصادفاً تبلیغ یک شرکت فروش اینترنتی لباس مبنی بر استخدام کارآموز باتجربه (سالخورده) را می‌بیند. بعد از آن وی به عنوان کارآموز، دستیار شخصی جولز آستین (هتوی) مدیر عامل شرکت می‌شود که بسیار در کار خود غرق شده و زندگی خصوصی و اجتماعی آشفته‌ای دارد. بن با تثبیت خود در کنار جولز به کمک او می‌شتابد.

## ارجاع به بیرون
- The Intern در بانک اطلاعات اینترنتی فیلم‌ها (IMDb)